# Brian Goorjian

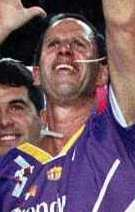
Imagem do ex-basquetebolista Brian Goorjian.

Brian Goorjian (Glendale, 28 de julho de 1973) é um ex-basquetebolista profissional australiano, atualmente é treinador de basquetebol.